# Junkovac (Topola)
Pour les articles homonymes, voir Junkovac.
Junkovac (en serbe cyrillique : Јунковац) est un village de Serbie situé dans la municipalité de Topola, district de Šumadija. Au recensement de 2011, il comptait 767 habitants.

## Démographie
| 1948  | 1953  | 1961  | 1971  | 1981  | 1991  | 2002 | 2011 |
| ----- | ----- | ----- | ----- | ----- | ----- | ---- | ---- |
| 1 808 | 1 773 | 1 638 | 1 388 | 1 248 | 1 093 | 945  | 767  |

|  |